# Nuuk-Museum
Das Nuuk-Museum (dänisch Nuuk Museum, grönländisch Nuup Katersugaasivia), auch Nuutoqaq, ist das Heimatmuseum (Lokalmuseum) von Nuuk.

## Geschichte
Das Museum wurde im Mai 2016 eröffnet. Es ist das dritte Museum in der grönländischen Hauptstadt nach dem Nationalmuseum und dem Kunstmuseum. Allerdings war das Haus von Niels Lynge schon 1990 von der Gemeinde Nuuk aufgekauft und 1995 als Museumsgebäude eröffnet worden. Dieses wurde später Teil des Kunst-Museums, bevor er 2016 vom Lokalmuseum übernommen wurde.

## Gebäude
Das Nuutoqaq befindet sich im Gebäude B-234, einem früheren Werftgebäude im alten Kolonialhafen in direkter Nachbarschaft zum Nationalmuseum. Zum Nuutoqaq gehört das Haus von Niels Lynge (1880–1965), das noch original eingerichtet ist und dessen Wände mit Kunstwerken bemalt sind.

## Ausstellung
Das Nuuk-Museum dient im Gegensatz zum Nationalmuseum für die Darstellung der lokalen Geschichte von Nuuk. Der Fokus liegt dabei auf der jüngeren Geschichte, also der Entwicklung von Nuuk als Hauptstadt Grönlands seit der Dekolonialisierung in den 1950er Jahren. Dazu gibt es im Nuutoqaq wechselnde Sonderausstellung und kulturelle Veranstaltungen.